# Форест Ривер (Северна Дакота)
Форест Ривер (енгл. Forest River) град је у америчкој савезној држави Северна Дакота.

## Демографија
По попису из 2010. године број становника је 125, што је 29 (-18,8%) становника мање него 2000. године.
| Група             | 2000.       | 2010.       |
| Белци             | 135 (87,7%) | 104 (83,2%) |
| Афроамериканци    | 0 (0,0%)    | 0 (0,0%)    |
| Азијати           | 0 (0,0%)    | 0 (0,0%)    |
| Хиспаноамериканци | 18 (11,7%)  | 20 (16,0%)  |
| Укупно            | 154         | 125         |